# Wyalusing
Wyalusing és una població dels Estats Units a l'estat de Pennsilvània. Segons el cens del 2000 tenia 564 habitants.

## Demografia
Segons el cens del 2000, Wyalusing tenia 564 habitants, 264 habitatges, i 145 famílies. La densitat de població era de 272,2 habitants per km².
Dels 264 habitatges en un 23,1% hi vivien nens de menys de 18 anys, en un 43,6% hi vivien parelles casades, en un 8,3% dones solteres, i en un 44,7% no eren unitats familiars. En el 39,8% dels habitatges hi vivien persones soles el 22,3% de les quals corresponia a persones de 65 anys o més que vivien soles. El nombre mitjà de persones vivint en cada habitatge era de 2,05 i el nombre mitjà de persones que vivien en cada família era de 2,75.
Per edats la població es repartia de la següent manera: un 20,6% tenia menys de 18 anys, un 6,6% entre 18 i 24, un 22,9% entre 25 i 44, un 24,5% de 45 a 60 i un 25,5% 65 anys o més.
L'edat mediana era de 45 anys. Per cada 100 dones de 18 o més anys hi havia 77,8 homes.
La renda mediana per habitatge era de 30.625$ i la renda mediana per família de 41.429$. Els homes tenien una renda mediana de 33.393$ mentre que les dones 21.250$. La renda per capita de la població era de 27.229$. Entorn del 4,9% de les famílies i el 12,3% de la població estaven per davall del llindar de pobresa.

## Poblacions més properes
El següent diagrama mostra les poblacions més properes.